# 広島県道386号田島循環線
広島県道386号田島循環線（ひろしまけんどう386ごう たしまじゅんかんせん）は、広島県福山市を通る一般県道である。

## 概要
福山市内海町にある田島を通る。

### 路線データ
- 起点：福山市内海町（広島県道53号沼隈横田港線交点）
- 終点：福山市内海町（広島県道53号沼隈横田港線交点）
- 総延長：8.3 km

## 歴史
- 1982年（昭和57年）3月23日 - 広島県告示第323号により認定される。
- 2003年（平成15年）2月3日 - 沼隈郡内海町が福山市に編入されたことに伴い全区間が福山市域のみを通る路線になり、併せて起終点の地名表記が変更される。

## 路線状況
一部を除き狭い道が続く。中には崖の上を通る箇所もある。
福山市内海町を構成するもう一つの有人島・横島を一周する広島県道387号横島循環線と同じく台風や豪雨で被害を受け、長期通行止めになることがしばしばある。それにもかかわらずなぜか異常気象時通行規制区間は存在しない。

## 地理

### 通過する自治体
- 福山市

### 交差する道路
| 交差する道路              | 交差する場所 | 交差する場所 |
| ------------------------- | ------------ | ------------ |
| 広島県道53号沼隈横田港線  | 内海町       | 起点         |
| 広島県道385号内浦箱崎港線 | 内海町       |              |
| 広島県道53号沼隈横田港線  | 内海町       | 終点         |

### 沿線
- 福山市役所 内海支所内浦分所
- 内海大橋